# Gyavato
Gyavato (macedónul: Ѓавато) település Észak-Macedóniában, a Pelagonijai körzet Bitolai járásában.

## Népesség
| Lakosok száma | 1554 | 1502 | 1116 | 829  | 523  | 269  | 162  | 122  | 35   |
|               | 1948 | 1953 | 1961 | 1971 | 1981 | 1991 | 1994 | 2002 | 2021 |

2002-ben 122 lakos volt, akik mindannyian macedónok.